# دسل
شهر دسل (به فرانسوی: Dessel) در شهرستان تورنو در استان آنتوئر در منطقه فلاندری در کشور بلژیک واقع شده‌است.